# カワコザラガイ
カワコザラガイ（Pettancylus nipponicus）は、ヒラマキガイ科カワコザラガイ属の巻貝である。
日本固有のものは、レッドデータブックに登録されている準絶滅危惧種。

## 分布
主に河川や用水路にあるワンドの水草や石の裏などに生息している。
落ち葉やスイレンなどの葉の裏に付き、その表面の珪藻を食べる。
野外採取の水草等に付着していることが多く、水槽の中でよく増えるため、アクアリウムにおいては害貝として扱われる。なお、水槽の見た目が悪くなるだけで、魚そのものには害はない。

## 形状
淡水産の巻貝としては比較的珍しい笠貝型で、楕円形の殻は半透明で脆く、割れやすい。
体長約3mm程度の小型の貝であるため、肉眼で見ただけではどんな生物か分りにくいが、顕微鏡を使用すると眼球や触角が確認でき、心臓が動いているのも分かる。

## 駆除
水槽内で発生すると、完全に駆除するのは非常に困難である。
いくつかの駆除方法があるが、爆発的な繁殖力を持っているため水槽リセット以外は完全駆除は難しい。

### ピンセット等で潰す
ガラス面はきれいにすることができるが、水草や石、流木、さらには底砂の中にまで潜んでいるため、効果はほぼ無い。

### 捕食する魚、またはキラースネールを入れる
捕食すると言われている魚は複数存在するが、実際の効果は不明。または人口餌ばかり食べてじきに捕食しなくなるとの報告もある。
キラースネールを水槽内へ入れると、カワコザラガイの殻のみが底砂の上へ転がっていることがあるため、確かに食べている様子。しかし、カワコザラガイの繁殖力が捕食スピードを上回っているため、よほどの数を入れなければ駆逐は難しいと思われる。
また、キラースネールを多数入れる方が景観を崩す恐れがある。

### リセット＆薬品駆除
最も効果がある駆除方法。すべての水草、レイアウト用品を取り出し、観賞魚やエビ等を避難させる。
水槽、レイアウト用品を丁寧に洗って干す。底砂を交換し、水草を薬品で漬ける。市販の薬剤を使用するほか、同等成分のホタテパウダーや、園芸用の商品を使うと安い。
漬けこんだ後、完全に成分を洗い流す。